# Stereo Mike

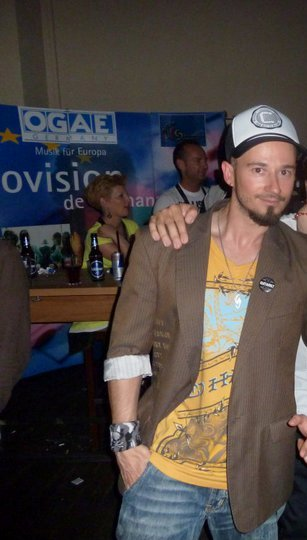
Stereo Mike (2012)

Stereo Mike (* 1978 in Piräus als Mihalis Exarhos, griech. Μιχάλης Έξαρχος) ist ein griechischer Rapper.

## Leben und Wirken
Geboren in Griechenland ging er als 18-Jähriger nach England, wo er an der University of Leeds und an der University of Westminster studierte. Schließlich machte er nach vier Jahren seinen Bachelor of Music Technology und seinen Master on Sound Production. Während seines Studiums arbeitete er als Produzent bei den Vault Recording Studios in London. Er produzierte dort diverse Rapper, darunter Klashnekoff, Skinnyman und Mike GLC. Er arbeitete auch für das Label AMG-Records, das ihm einen ersten Vertrag als Rapper anbot. So erschien zwei Jahre später sein Debüt-Album Satirical Nomads in Griechenland. Sein zweites Album XLI3H erschien dann 2007 bei Minos EMI, der griechischen Vertretung der Plattenfirma EMI Group.
Beim Eurovision Song Contest 2011 unterstützte er den Sänger Loukas Viorkas bei der Ballade Watch my Dance, dem griechischen Beitrag des Wettbewerbs. Am 10. Mai 2011 traten sie im ersten ESC-Halbfinale an, wo ihnen der Sprung ins vier Tage später stattfindende Finale gelang. Dort belegten sie beim Sieg des aserbaidschanischen Duos Ell und Nikki den siebten Platz.

## Preise und Auszeichnungen
- 2008: MTV Europe Music Award for Best Greek Act

## Diskografie

### Alben
- 2004: Satyroi Nomades
- 2007: XLi3h
- 2011: Aneli3h

### Singles (Auswahl)
- 2004: I Polis
- 2004: O Allos Babys
- 2007: Des Kathara (mit Andriana Babali)
- 2008: S’ Opion Aresi (mit Tamta; Original: Kenan Doğulu & Sıla Gençoğlu – ...Dan Sonra)
- 2009: Ti Na Mas Kani I Nihta (mit Giorgos Sabanis)
- 2011: Watch My Dance (mit Loukas Yorkas – griechischer ESC-Beitrag)